# Flughafen Van Nuys

i7
i11
i13
Der Flughafen Van Nuys (englisch Van Nuys Airport, IATA-Code: VNY, ICAO-Code: KVNY) ist ein Flughafen im San Fernando Valley im Stadtteil Van Nuys von Los Angeles. Der Flughafen wird von keiner großen Fluggesellschaft angeflogen, ist mit ca. 220.000 jährlichen Flugbewegungen jedoch einer der verkehrsreichsten Flughäfen der allgemeinen Luftfahrt weltweit.
Betreibergesellschaft ist die Los Angeles World Airports, welche ebenfalls den ca. 30 km südlich gelegenen Los Angeles International Airport betreibt.

## Verkehrsanbindung

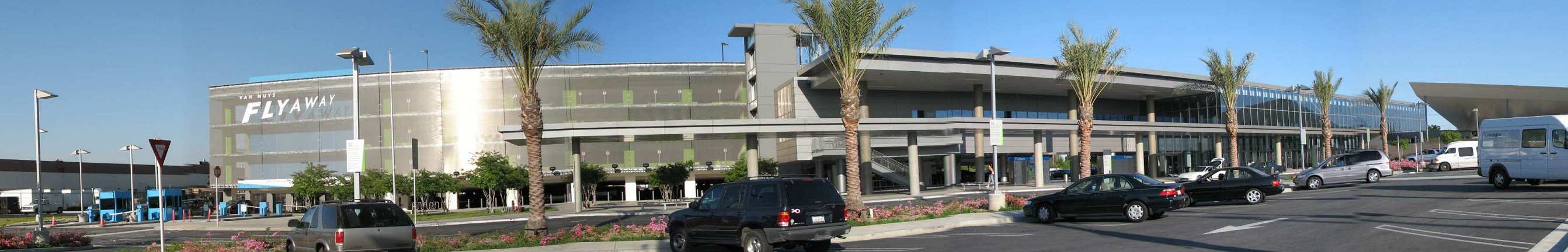
Van Nuys FlyAway Bus-Haltestelle

Direkt neben dem Flughafen findet sich eine Haltestelle für den FlyAway Bus. Dieser wird von Los Angeles World Airports betrieben und bietet Direktverbindungen zum Los Angeles International Airport. Der FlyAway Bus ist hauptsächlich für Reisende des internationalen Flughafens gedacht, die ihr Fahrzeug in Van Nuys parken. Ebenfalls in der Nähe des Flughafens befindet sich die Metrolink-Haltestelle Van Nuys.
Die Interstate 405 hat ihren Verlauf vorbei am Flughafen Van Nuys.

## Geschichte
Der Flughafen wurde im Jahr 1928 erbaut und symbolisch am 17. Dezember desselben Jahres eröffnet, um das 25-jährige Jubiläum des ersten Flugs der Brüder Wright zu feiern. Somit wurde er lediglich zwei Monate nach dem Mines Field, dem Vorläufer des heutigen Los Angeles International Airport, eröffnet. In dieser Zeit trug der Van Nuys Airport noch den Namen Metropolitan Airport.
Während der Great Depression in den 1930er-Jahren geriet die Betreibergesellschaft in eine finanzielle Notlage und der Flughafen drohte geschlossen zu werden. Durch eine Spendenaktion von Filmschaffenden im nahe gelegenen Hollywood, welche den Flughafen frequentierten, konnte dieser jedoch gerettet werden.
Im Jahr 1942 wurde der Flughafen von der US-amerikanischen Regierung aufgekauft und in einen Militärstützpunkt umgewandelt, um während des Zweiten Weltkriegs dem Schutz der amerikanischen Westküste zu dienen. Das Gelände wurde jedoch weiterhin ausgiebig von der Filmindustrie Hollywoods genutzt, so wurden unter anderem Szenen für Casablanca (1942) dort gedreht. Im Jahr 1949 kaufte die Stadt Los Angeles das Flughafen-Areal auf und änderte im Zuge dessen den Namen in San Fernando Valley Airport. Im Jahr 1957 erhielt der Flughafen schließlich seinen heutigen Namen.
Auch heute noch wird das Gelände häufig von der Filmindustrie als Drehort verwendet, so entstanden dort Aufnahmen für Serien wie Glee oder The Office.

## Zwischenfälle
- Am 8. Februar 1976 löste sich an einer Douglas DC-6/YC-112A-DO der US-amerikanischen Mercer Airlines (Luftfahrzeugkennzeichen N901MA) kurz nach dem Start vom Hollywood Burbank Airport (Kalifornien, USA) ein Propellerblatt des Triebwerks Nr. 3 (rechts innen). Das Propellerblatt zerstörte Pneumatik-, Hydraulik- und Notbremsleitungen ebenso wie Bremsklappenleitungen sowie die elektrische Verkabelung der Propellersteuerung und einiger Motorinstrumente. Nach dem Aufsetzen in Burbank gingen die Propeller nicht in den Umkehrschub und der Kapitän startete trotz der desolaten Situation durch und wollte zum Flughafen Van Nuys ausweichen. Dabei fiel auch das Triebwerk Nr. 2 (links innen) aus. Damit konnte der Flugplatz nicht mehr erreicht werden, und nun wurde eine Notlandung auf einem Golfplatz versucht, etwa 1,6 Kilometer südlich vom Flugplatz Van Nuys. Dabei sprang die Maschine dreimal wieder hoch und prallte auf ein 61 cm hohes Betonfundament eines teilweise errichteten Gebäudes. Das Flugzeug kam gegen einen in der Nähe geparkten Wohnwagen zum Stillstand. Bei dem zerstörten Flugzeug handelte es sich um den DC-6-Prototyp, der am 15. Februar 1946 erstmals geflogen war (damalige Typenbezeichnung XC-112A). Von den 6 Insassen wurden 3 Besatzungsmitglieder getötet.[3]

## Nutzung
Als Flughafen der allgemeinen Luftfahrt dient der Van Nuys Airport hauptsächlich der Abfertigung von Privat- und Geschäftsreiseflugzeugen. Auch viele Regierungsbehörden nutzen den Flughafen. So betreiben unter anderem das Los Angeles City Fire Department und das Los Angeles Police Department ihre Helikopter-Flotten von hier aus.

### Flugbewegungen
Quelle: Van Nuys Airport